# Rastgebiete im mittleren Saartal
Rastgebiete im mittleren Saartal este o arie protejată (arie de protecție specială avifaunistică — SPA) din Germania întinsă pe o suprafață de 131 ha, integral pe uscat.

## Localizare
Centrul sitului Rastgebiete im mittleren Saartal este situat la coordonatele 49°21′33″N 6°42′11″E / 49.3592°N 6.7031°E.

## Înființare
Situl Rastgebiete im mittleren Saartal a fost declarat arie de protecție specială avifaunistică în septembrie 2006 pentru a proteja 55 de specii de animale.

## Biodiversitate
Situată în ecoregiunea continentală, aria protejată nu include niciun habitat protejat.
La baza desemnării sitului se află mai multe specii protejate de  păsări (55): lăcar-de-rogoz (Acrocephalus schoenobaenus), fluierar de munte (Actitis hypoleucos), pescăruș albastru (Alcedo atthis), rață sulițar (Anas acuta), rață lingurar (Anas clypeata), rață mică (Anas crecca crecca), rață fluierătoare (Anas penelope), rață cârâitoare (Anas querquedula), Anas strepera strepera, rață-cu-cap-castaniu (Aythya ferina), rața moțată (Aythya fuligula), Aythya marila, rață roșie (Aythya nyroca), buhai de baltă (Botaurus stellaris stellaris), fugaci de țărm (Calidris alpina), chirichița cu obraz alb (Chlidonias hybrida), chirighiță neagră (Chlidonias niger), erete de stuf (Circus aeruginosus), erete vânăt (Circus cyaneus), egretă albă (Egretta alba), egretă mică (Egretta garzetta), presură sură (Emberiza calandra), presură de grădină (Emberiza hortulana), șoimul rândunelelor (Falco subbuteo), becațină comună (Gallinago gallinago), Gavia arctica arctica, cufundar mic (Gavia stellata), scoicar (Haematopus ostralegus), pescăruș-cu-cap-negru (Larus melanocephalus), pescăruș mic (Larus minutus), grelușel-de-zăvoi (Locustella luscinioides), Luscinia svecica cyanecula, becațină mică (Lymnocryptes minimus), Melanitta fusca fusca, ferestraș mic (Mergus albellus), Mergus merganser merganser, Mergus serrator, gaia neagră (Milvus migrans), rață cu ciuf (Netta rufina), vultur pescar (Pandion haliaetus), bătăuș (Philomachus pugnax), ciocănitoare verzuie (Picus canus), Podiceps auritus auritus, Podiceps cristatus cristatus, Podiceps grisegena grisegena, Podiceps nigricollis nigricollis, cresteț pestriț (Porzana porzana), Rallus aquaticus aquaticus, pițigoi-pungar (Remiz pendulinus), lăstun de mal (Riparia riparia), mărăcinar negru (Saxicola torquatus), chiră mică (Sterna albifrons), chiră de baltă (Sterna hirundo), Tachybaptus ruficollis ruficollis, fluierar de mlaștină (Tringa glareola).
Pe lângă speciile protejate, pe teritoriul sitului au mai fost identificate 1 specie de păsări.